# 다비데 브리비오
다비데 브리비오(이탈리아어: Davide Brivio, 1988년 3월 17일 ~ )는 이탈리아의 축구 선수이다. 현재는 세리에 B의 클럽 키에보에서 뛰고 있다.